# Tantalowodginite
La tantalowodginite è un minerale non riconosciuto dall'IMA.